# Mitra rinaldii
Mitra rinaldii is een slakkensoort uit de familie van de Mitridae. De wetenschappelijke naam van de soort is voor het eerst geldig gepubliceerd in 1993 door Turner.